# Tim Shaw
Timothy Andrew „Tim” Shaw (ur. 8 listopada 1957 w Long Beach) – amerykański pływak i piłkarz wodny. Dwukrotny medalista olimpijski.
Brał udział w dwóch igrzyskach olimpijskich (IO 76, IO 84), w 1976 startując w konkurencjach pływackich, w 1984 w waterpolo. Jako pływak największe sukcesy odnosił w stylu dowolnym, specjalizował się w długich dystansach. W Montrealu sięgnął po srebro na dystansie 400 metrów kraulem, płynął również w wyścigu eliminacyjnym w sztafecie 4x200 m kraulem (Amerykanie później zdobyli złoto). Najlepszymi jego latami jako pływaka były jednak 1974 i 1975. Pobił 10 rekordów świata, jednocześnie posiadał najlepsze wyniki w historii na dystansie 200, 400 i 1500 metrów stylem dowolnym. W 1975 był multimedalistą mistrzostw świata, wygrywając na trzech dystansach (200, 400, 1500 metrów stylem dowolnym). Sukcesy te dały mu tytuł pływaka roku w 1974 i 1975 oraz James E. Sullivan Award w 1975 (dla najlepszego amatorskiego sportowca USA). Jako waterpolista sięgnął po srebro w 1984 (Jugosławia wygrała turniej lepszym stosunkiem bramek), w 1983 wygrał igrzyska panamerykańskie. W 1989 został przyjęty w poczet członków International Swimming Hall of Fame.